# Троянівська волость (Балтський повіт)
Троянівська волость — історична адміністративно-територіальна одиниця Балтського повіту Подільської губернії Російської імперії. Волосний центр — село Трояни.
Станом на 1885 рік складалася з 37 поселень, 9 сільських громад. Населення — 13525 осіб (6869 чоловічої статі та 6656 — жіночої), 2792 дворових господарств.
|                    | Площа, десятин | У тому числі орної, дес. |
| ------------------ | -------------- | ------------------------ |
| Сільських громад   | 21252          | 17218                    |
| Удільної власності | 13845          | 7594                     |
| Казенної власності |                |                          |
| Іншої власності    | 706            | 470                      |
| Загалом            | 35803          | 25282                    |

Поселення:
- Кам'яна Криниця
- Мечиславка
- Вільховата
- Синьки
- Станіславчик Троянівський (слобідка)
- Таужне
- Трояни
- Юзефівка